# Луис Гарсија Постиго
Луис Гарсија Постиго (шп. Luis García Postigo; Мексико Сити, 1. јун 1969) бивши је мексички фудбалер који је играо првенствено на позицији нападача, али и као крило.

## Биографија
Постиго је био репрезентативац Мексика и играо на позицији нападача. Био је важан играч мексичке репрезентације деведесетих.
Луис Гарсија је фудбалско образовање стекао на Омладинској академији Пумас. За сениорски фудбалски тим дебитовао је у сезони 1986/87 са 17 година. Играо је за УНАМ и шпански Атлетико Мадрид и Реал Сосиједад. Вративши се из Европе, каријеру је наставио у мексичким фудбалским клубовима Америка, Атланта, Гуадалахара, Морелија и Пуебла. Укупно је постигао 158 голова у мексичкој првој лиги. Професионалну фудбалску каријеру завршио је 2001. године. Постао је најбољи стрелац у сезонама 1990/91, 1991/92 и зимском првенству 1997. године.
За репрезентацију Мексика одиграо је 78 утакмица и постигао 29 голова. Учествовао је на Светском првенству 1994. постигавши два гола у победи против Ирске.
Тренутно је водитељ програма на спортском каналу ТВ Азтека..